# Orde de l'Ermini
Orde de l'Ermini (bretó Urzh an Erminig) fou un orde de cavalleria bretona del segle xiv-xv i el nom adoptat per una distinció anual proposada per l'Institut Cultural de Bretanya el 1972.

## L'orde medieval
Després del seu darrer exili a la cort d'Anglaterra (1377-1379), el duc de Bretanya Joan V l'Anglòfil observà els beneficis de la institució d'un orde de cavalleria que lligués amb força els nobles a la figura del rei (l'orde de la Lligacama). De tornada a Bretanya, el 1381 va crear l'orde de l'Ermini, un dels primers a acceptar dones com a membres. El 1448 va canviar el seu nom pel d'Orde de l'Ermini i l'Épi. El disseny del seu collar ha inspirat la condecoració contemporània.

## L'ermini
Segons una llegenda, Anna de Bretanya la va adoptar com a emblema després d'un incident de cacera amb un ermini, adoptant també l'emblema Kentoc'h mervel eget bezañ saotret ('Abans la mort que la brutícia'), que en la seva versió llatina serà la divisa de Bretanya. Una altra versió atribueix la llegenda al rei britànic Conan Meriadec (segle v).
En el Barzaz Breiz, Théodore Hersart de la Villemarqué inclou una cançó que posa en escena tres animals, un lloc anomenat Guillaume que representa Charles de Blois i el « parti français »; el brau Jean, és a dir Jean de Montfort i el « parti anglais »; Catherine l'ermini encarna el poble bretó. El llop i el brau s'enfrontaren, l'ermini assistí a l'espectacle, desitjant « que es matin l'un a l'altre ».
En realitat, l'aparició de l'ermini a les armes dels ducs de Bretanya es remunta a Pere I Mauclerc (1213-1237) qui pertanyia a la casa de Dreux, creada per Robert I, fill de Lluís VI de França. Les armes de la casa de Dreux eren escaquejades amb un vorejat vermell. El 1316, el duc Joan III de Bretanya dit el bo, canvià les armes, i retirà l'escaquejat i el vorejat vermell, de manera que l'ermini esdevingué l'escut d'armes de Bretanya. L'ermini heràldic de Bretanya té el seu origen en una família capeta francesa.

## L'orde contemporani
Des de 1972, el collar d'ermini és concedit cada any a quatre personalitats bretones que s'hagin significat en la defensa de Bretanya.
El 1972, el senador Georges Lombard succeí René Pleven,en la presidència del CELIB (Comitè d'Estudi i de Lligams dels Interessos Bretons). Pleven ocupà el càrrec des de 1951, per tal de rememorar i recordar la distinció creada per Joan V. La concessió es fa des del 29 de setembre de 1972 al Palau de Congressos de Pontivy, en presència de nombrosos responsables polítics, d'animadors culturals i de directius econòmics bretons.
El 1973, el collar fou concedit a Jean Mévellec (president de la Cambra Regional d'Agricultura), i al professor Gabriel Pescatore (president de la Cassa per il Mezzogiorno, que, amb el CELIB funda la Conferència de les Regions Perifèriques Marítimes Europees).
Després de 15 anys d'interrupció, el CELIB demanà a l'Institut Cultural de Bretanya de perpetuar la tradició. 85 persones han rebut aquesta distinció des de 1972, dels que 20 avui són morts.

## Receptors
- El 1972 a Pontivy: René Pleven
- El 1973 a Roma: Gabriele Pescatore
- El 1973 a Rennes: Jean Mévellec
- El 1988 a Rennes: Vefa de Bellaing, Pierre-Roland Giot, Polig Monjarret, Henri Queffélec
- El 1989 a Nantes: Per Denez, Louis Lichou, Bernard de Parades, Maryvonne Quéméré-Jaouen
- El 1990 a Auray: Charles Le Gall, Émile Le Scanv (Glenmor), Joseph Martray, Albert Trévidic
- El 1991 a Quimper: Georges Lombard, Robert Legrand, Pierre Laurent, Per-Jakez Hélias
- El 1992 a Saint-Malo: Ronan Huon, Yvonne Jean-Haffen, Michel Phlipponneau, Jordi Pujol
- El 1993 a Dinan: Anna-Vari Arzur, Herry Caouissin, Yann Poilvet, Jean Tricoire
- El 1994 a Gwened: Ivetig an Dred-Kervella, Pierre Lemoine, Yvonig Gicquel, Alan Stivell
- El 1995 a Guérande: Jacques Briard, Jean Fréour, Lois Kuter, Ivona Martin, Loeiz Ropars
- El 1996 a Pont-l'Abbé: André Lavanant, Joseph Lec'hvien, Pierre Le Treut, Rita Morgan Williams
- El 1997 a Quintin: Jean-Jacques Hénaff, Jean L'Helgouach, Dodik Jegou, Raymond Lebosse
- El 1998 a Vitré: Goulc'han Kervella, Henri Maho, Pierre Loquet, Naig Rozmor
- El 1999 a Nantes: Jean-Bernard Vighetti, Riwanon Kervella, Patrick Malrieu, Denise Delouche
- El 2000 a Pontivy: Tereza Desbordes, Lena Louarn, René Vautier, Pierre-Yves Le Rhun
- El 2001 a Landerneau: Rozenn Milin, Pierre Toulhoat, Marc Simon, Dan Ar Braz
- El 2002 a Lannion: Henri Lécuyer, Yves Rocher, Michael Jones, Robert Omnes
- El 2003 a Saint-Malo: René Abjean, Angèle Jacq, Jean-Louis Latour, Gilles Servat
- En 2004 a Châteaubriant: Albert Poulain, Yannig Baron, Marie Kermarec, Yann Goasdoué, Pierre-Yves Moign
- El 2005 a Loctudy: Ewa Waliszewska, Jean Kerhervé, Pierre Le Padellec, Jean Ollivro
- El 2006 a Ploemeur: Claudine Mazeas, Jean Pierre Vincent, Xavier Leclerc, Claude Sterckx
- El 2007 a Saint-Brieuc: Rhisiart Hincks, Job an Irien, Martial Pézénnec, François Le Quémener
- El 2008 a Rennes: Gweltaz ar Fur, Yvonne Breilly Le-Calvez, Viviane Hélias, Roger Abjean[2]